# ميكا يرفينن
ميكا يرفينن (بالفنلندية: Mika Järvinen)‏ هو لاعب هوكي الجليد فنلندي، ولد في 15 نوفمبر 1988 في هامينلينا في فنلندا.

## وصلات خارجية
- ميكا يرفينن على موقع EliteProspects.com (الإنجليزية)
- ميكا يرفينن على موقع Eurohockey.com (الإنجليزية)
- ميكا يرفينن على موقع HockeyDB.com (الإنجليزية)